# Idiolektus
Az idiolektus az egyének sajátos nyelvváltozata, az általánosnak tételezett köznyelvi formától eltérő egyedi nyelvhasználat. Több megjelenési szintje lehetséges, idiolektusok lehetnek a szókincs, a nyelvtani szerkesztés vagy a kiejtés egyéni sajátosságai. A fogalom nem könnyen definiálható, hiszen bizonyos mértékben minden egyén nyelvhasználata egyedi, s már maga a nyelv is az azt beszélő egyének nyelvhasználati sajátosságait összegző elvonatkoztatott fogalom. Különböző nyelvészeti megközelítések ismertek a nyelv közös regiszterének, a beszélők szempontjából általánosnak felfogható köznyelvi elemek meghatározására, és ebből kiindulva az idiolektus körébe tartozó jelenségek számbavételére. Egy az izraeli héber nyelvet tanulmányozó kutatás egyik megállapítása szerint ebből kiindulva a nyelv maga nem saját jogán létező entitás, hanem idiolektusok összessége.

## Fordítás
- Ez a szócikk részben vagy egészben az Idiolect című angol Wikipédia-szócikk ezen változatának fordításán alapul.  Az eredeti cikk szerkesztőit annak laptörténete sorolja fel. Ez a jelzés csupán a megfogalmazás eredetét és a szerzői jogokat jelzi, nem szolgál a cikkben szereplő információk forrásmegjelöléseként.